# Stefan Hubicki

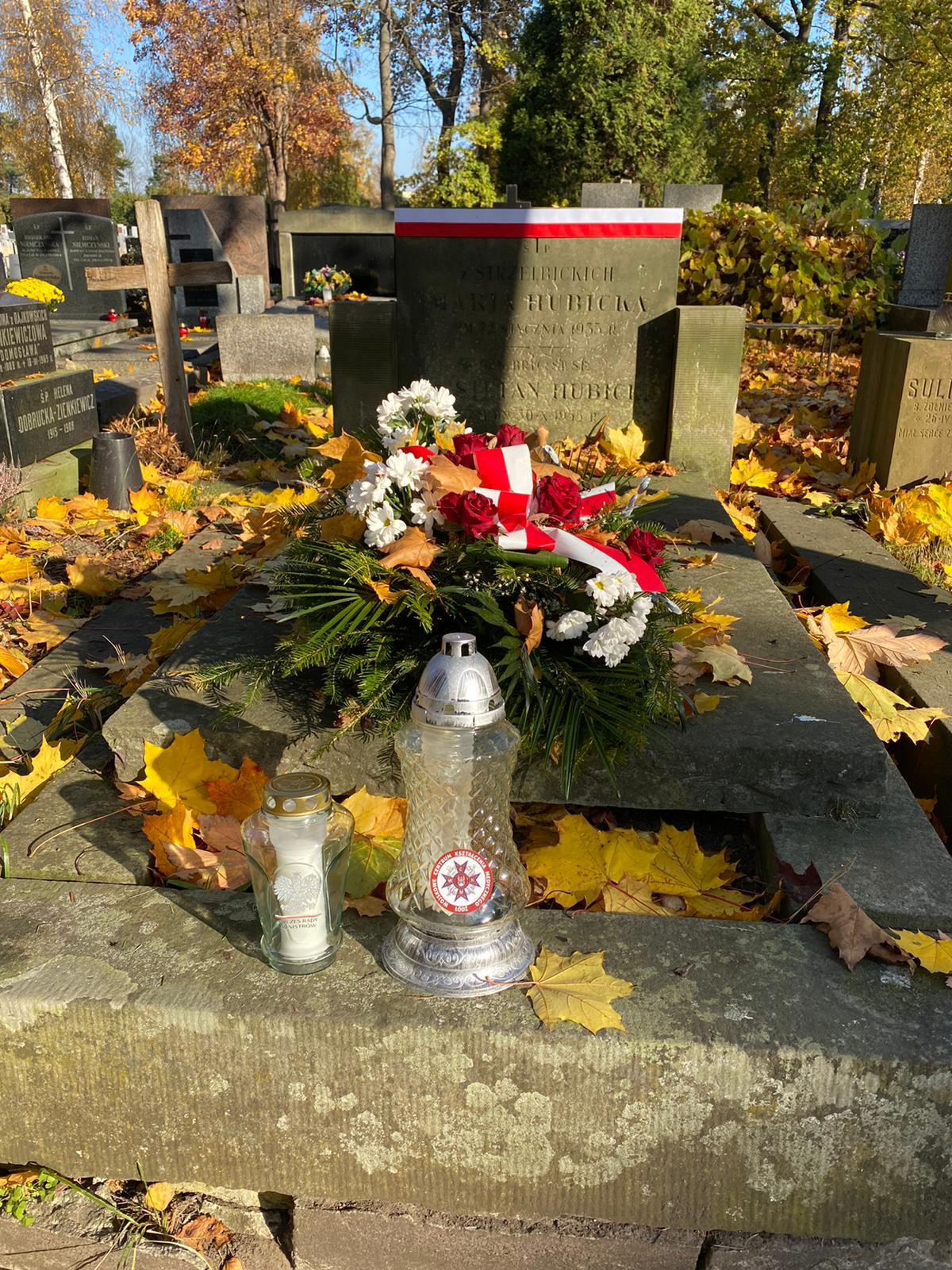
Grób Stefana Hubickiego

Stefan Bolesław Józef Hubicki (ur. 6 marca?/18 marca 1877 w Pilicy w guberni kieleckiej, zm. 30 października 1955 w Serocku) – polski lekarz, ginekolog, polityk, generał brygady Wojska Polskiego, kawaler Krzyża Srebrnego Orderu Virtuti Militari.

## Życiorys
Był synem Bolesława i Marii z domu Strzelbickiej. Według różnych źródeł ukończył gimnazjum humanistyczne w Częstochowie w 1897 lub w Warszawie w 1898. W 1898 rozpoczął studia medyczne na Wydziale Lekarskim Uniwersytetu Warszawskiego, które ukończył w 1904 ze specjalizacją w ginekologii. Pierwszą praktykę lekarską odbył na przełomie lat 1904–1905 w krakowskiej klinice ginekologiczno-położniczej profesora Henryka Jordana. Po powrocie do Warszawy krótko pracował w Szpitalu Ewangelickim i w ambulatorium im. Szlenkierów, a od połowy 1906 w Szpitalu Dzieciątka Jezus. W tej ostatniej placówce był zatrudniony do 1911.
Oprócz praktyki lekarskiej, angażował się politycznie. Jako student należał m.in. do współtwórców organizacji socjalistycznej „Spójnia”. W dobie rewolucji w 1905 związał się ze środowiskiem skupionym wokół Ludwika Kulczyckiego, które funkcjonowało jako Polska Partia Socjalistyczna „Proletariat”. Za działalność w PPS „Proletariat” po raz pierwszy został aresztowany. W 1906 współtworzył Polski Związek Ludowy. Był redaktorem pisma „Życie Gromadzkie”. Jesienią 1906 został aresztowany prawdopodobnie za udział w demonstracji w Warszawie. Po dwóch miesiącach został warunkowo zwolniony. Jego proces odbył się dopiero na początku 1911. Został skazany na rok więzienia. Po krótkim osadzeniu w warszawskim więzieniu na ulicy Długiej, został osadzony w twierdzy w Łomży. Na wolność wyszedł pod koniec lutego 1912. Powrócił wtedy do praktyki lekarskiej w Warszawie, pracując m.in. w Miejskim Zakładzie Ginekologicznym.

### I wojna światowa
Po wybuchu I wojny światowej wstąpił  jako ochotnik do armii rosyjskiej. Początkowo służył jako chirurg na bezpośrednim zapleczu frontu. W listopadzie 1914 wyjechał na front jako lekarz czołówki sanitarnej przy jednej z dywizji wchodzących w skład 3. Kaukaskiego Korpusu Armii Rosyjskiej. Na początku 1916 jako starszy lekarz został przydzielony do innej rosyjskiej jednostki wojskowej, którą w tym samym roku przekształcono w II Oddział Opatrunkowy 3. Dywizji Grenadierów 25. Korpusu Armii Rosyjskiej. Z tą formacją był związany do czasu wybuchu rewolucji w Rosji w 1917. Wiosną 1917 współtworzył Związek Wojskowych Polaków w 25. Korpusie Armii Rosyjskiej. Latem 1917 wyjechał do Mińska i wstąpił do organizowanego przez gen. Józefa Dowbor-Muśnickiego 1 Korpusu Polskiego na Wschodzie. W lutym 1918 Hubicki odegrał istotną rolę w odbiciu Mińska z rąk bolszewików za co w 1922 został odznaczony Krzyżem Srebrnym Orderu Wojennego Virtuti Militari. Od marca 1918 działał w Polskiej Organizacji Wojskowej. Brał udział w nieudanym spisku wymierzonym w gen. Józefa Dowbor-Muśnickiego. Razem z żoną Hanną wiosną i latem 1918 przebywał najpierw w Kijowie, potem w Moskwie, by wczesną jesienią wyjechać przez Finlandię i Szwecję do Paryża.

### II Rzeczpospolita – działalność wojskowa
Od stycznia 1919 był sekretarzem komisji wojskowej Komitetu Narodowego Polskiego w Paryżu. Do Polski powrócił w randze majora w kwietniu 1919 wraz z pierwszymi oddziałami armii gen. Józefa Hallera. 21 czerwca 1919 został przyjęty do Wojska Polskiego z byłego I Korpusu Polskiego w Rosji z zatwierdzeniem posiadanego stopnia majora lekarza i przydziału do twierdzy „Grodno” na stanowisko szefa sanitarnego. Po wybuchu wojny polsko-bolszewickiej był szefem sanitarnym kolejno Grupy Operacyjnej Edwarda Rydza-Śmigłego, 3 Armii, Frontu Środkowego, 2 Armii (od 18 sierpnia 1920). 29 maja 1920 został zatwierdzony z dniem 1 kwietnia 1920 w stopniu pułkownika, w korpusie lekarskim, w „grupie byłych Korpusów Wschodnich i byłej armii rosyjskiej”.
Po zawarciu rozejmu, od listopada 1920 do listopada 1921 był szefem Wydziału Organizacyjnego Departamentu Sanitarnego Ministerstwa Spraw Wojskowych. Zasłużył się dla rozwoju wojskowego szkolnictwa sanitarnego. Był komendantem Wojskowej Szkoły Aplikacyjnej Sanitarnej, a od listopada 1922 komendantem Wojskowej Szkoły Sanitarnej.
Od 1 czerwca 1921 jego oddziałem macierzystym była kompania zapasowa sanitarna Nr 1, która w następnym roku została przeformowana w 1 batalion sanitarny. 3 maja 1922 został zweryfikowany w stopniu pułkownika ze starszeństwem z dniem 1 czerwca 1919 i 6. lokatą w korpusie oficerów sanitarnych, grupa lekarzy. 23 października 1925 Minister Spraw Wojskowych mianował go II Inspektorem Służby Zdrowia. Kontynuował studia medyczne i 25 listopada 1925 uzyskał na Uniwersytecie Warszawskim dyplom doktora wszechnauk lekarskich. 11 września 1926 Prezydent RP Ignacy Mościcki mianował go komendantem Oficerskiej Szkoły Sanitarnej w Warszawie.
1 stycznia 1928 Prezydent RP, Ignacy Mościcki awansował go na generała brygady ze starszeństwem z dniem 1 stycznia 1928 i 1. lokatą w korpusie generałów. 9 sierpnia 1928 kierowana przez niego uczelnia została przemianowana na Szkołę Podchorążych Sanitarnych.

### II Rzeczpospolita – działalność polityczna
25 września 1929 Prezydent RP mianował go podsekretarzem stanu w Ministerstwie Pracy i Opieki Społecznej i został najbliższym współpracownikiem ministra Aleksandra Prystora. W związku z wyznaczeniem na stanowisko poza wojskiem złożył prośbę o długoterminowy urlop. Z dniem 1 października 1929 Minister Spraw Wojskowych przeniósł go w stan nieczynny. W związku z tą decyzją kpt. Antoni Czyżewicz wydał w 1929 publikację pt. Pożegnanie pierwszego komendanta Szkoły Podchorążych Sanitarnych gen. bryg. dr. Stefana Hubickiego. W 1931 został przeniesiony w stan spoczynku.
Od 4 grudnia 1930 był Ministrem Pracy i Opieki Społecznej w rządzie Walerego Sławka i zajmował to stanowisko w rządzie Aleksandra Prystora od 27 maja 1931.  27 lipca 1932 objął stanowisko Ministra Opieki Społecznej. 10 maja 1933 został Ministrem Opieki Społecznej w rządzie Janusza Jędrzejewicza. Hubicki jako minister próbował przeforsować nowelizację ustaw o czasie pracy, urlopach i zabezpieczeniu na wypadek bezrobocia. Zaproponowane rozwiązania, choć miały również niewątpliwe zalety (m.in. wprowadzenie ubezpieczeń emerytalnych dla robotników, którzy wcześniej z nich nie korzystali), powszechnie zostały odebrane jako przedsięwzięcie mające na celu przerzucenie ciężarów kryzysu na masy pracownicze. Ponadto proponował przedłużenie czasu pracy z 46 do 48 godzin tygodniowo, oznaczając likwidację ustanowionej jeszcze w 1919 tzw. angielskiej soboty. Radykalnemu obniżeniu miały też ulec m.in. stawki za pracę w godzinach nadliczbowych.
W maju 1934 wraz z nastaniem rządu Leona Kozłowskiego przestał pełnić funkcję ministra. Na tym stanowisku zastąpił go Jerzy Paciorkowski, brat żony Hubickiego. Następnie w styczniu 1935 Hubicki został mianowany komisarzem Zakładu Ubezpieczeń Społecznych. Zajmował to stanowisko do wybuchu II wojny światowej.
20 listopada 1932 został wybrany prezesem zarządu głównego Związku Peowiaków.

### II Rzeczpospolita – działalność społeczna
Hubicki był członkiem wielu organizacji. Zasiadał m.in. we władzach Głównego Komitetu Polskiego Czerwonego Krzyża, Ogólnopolskiego Komitetu Pomocy Ofiarom Wojny, Rady Krajowej YMCA w Polsce czy Stowarzyszenia Opieki nad Niezatrudnioną Młodzieżą. W 1931 r. z jego inicjatywy powołano do życia Instytut Spraw Społecznych. Był też członkiem władz Międzynarodowego Związku Przeciwgruźliczego.
W 1936 był protektorem Rady Głównej Polskiego Towarzystwa Eugenicznego z siedzibą na ulicy Nowy Świat 1.
Mieszkał na Żoliborzu przy ulicy Kajetana Koźmiana 11.

### II wojna światowa
W pierwszych dniach września 1939 r. wyjechał z Warszawy wraz z grupą współpracowników z ZUS. Można przyjąć, że wykonywał polecenia służbowe, a kolejnym powierzonym zadaniem była misja wywiezienia papierów wartościowych ZUS za granicę. Plan ten udało się zrealizować, gdy w połowie września 1939 r. Hubicki przedostał się na Węgry. Po krótkim okresie internowania w obozie w Nagymaros były minister zamieszkał w Budapeszcie. Od września 1940 r. do lutego 1942 r. ponownie trafił do obozu nieopodal węgierskiej stolicy, po czym z racji problemów ze zdrowiem pozwolono mu zamieszkać prywatnie w Budapeszcie z obowiązkiem meldowania się w Komendzie Obozu. Przez cały ten czas aktywnie uczestniczył w pracach organizacyjnych prowadzonych przez piłsudczyków na Węgrzech, które znalazły wyraz w postaci Obozu Polski Walczącej.
Po zajęciu Węgier przez III Rzeszę przedostał się w kwietniu 1944 r. na Słowację, używając fałszywych dokumentów. Po krótkim pobycie w Bratysławie, znów zmieniając tożsamość, wyjechał na słowacką prowincję i zatrudnił się jako lekarz w domu dla głuchoniemych.

### Polska Rzeczpospolita Ludowa
Tuż po zakończeniu wojny osiadł na Kielecczyźnie. Pracował jako lekarz, od lipca 1945 r. do końca 1948 r. jaki rejonowy w Białogonie. Następnie znalazł zatrudnienie jako lekarz fabryczno-górniczy w Sławkowie, skąd w 1953 r. został przeniesiony do Serocka, gdzie zmarł 30 października 1955. Został pochowany w grobie rodzinnym na Cmentarzu Wojskowym na Powązkach (kwatera A10-8-25), gdzie spoczywają również jego trzecia żona Regina i córka Maria.

## Życie prywatne
Był trzykrotnie żonaty. Pierwszą żoną była Maria Anna z Szawłowskich. Miał z nią syna Janusza Stefana Ludwika (ur. 1906). Drugą żoną (po zmianie wyznania na kalwińskie) była poślubiona 17 lutego 1921 w warszawskim kościele ewangelicko-reformowanym Anna Maria, z domu Paciorkowska (1889–1941), z którą rozwiódł się w 1936. Miał z nią syna Andrzeja, który poległ w wojnie obronnej 1939. Od 1937 jego trzecią żoną była Regina z Boguszewskich 1 voto Szeligowska, którą poślubił, gdy rozwiodła się z pierwszym mężem ppłk. Bogdanem Szeligowskim. Mieli córkę Marię.

## Ordery i odznaczenia
- Krzyż Srebrny Orderu Wojskowego Virtuti Militari nr 7597[26][27]
- Krzyż Komandorski z Gwiazdą Orderu Odrodzenia Polski (27 listopada 1929)[28]
- Krzyż Niepodległości z Mieczami (25 lutego 1932)[29]
- Krzyż Oficerski Orderu Odrodzenia Polski
- Krzyż Walecznych (dwukrotnie)
- Medal Pamiątkowy za Wojnę 1918–1921
- Medal Dziesięciolecia Odzyskanej Niepodległości
- Odznaka Honorowa Polskiego Czerwonego Krzyża I stopnia
- Order Krzyża Orła I klasy (Estonia, 1933)[30]
- Krzyż „Meritul Sanitar” I klasy (Rumunia)
- Medal 10 Rocznicy Wojny Niepodległościowej (Łotwa)[31]
- Medal Zwycięstwa („Médaille Interalliée”)

## Upamiętnienie
Od 24 września 2011 roku imię generała nosi Wojskowe Centrum Kształcenia Medycznego w Łodzi.